# Анациклоза
Политическата доктрина за анациклозата (от гръцки: ἀνακύκλωσις) е циклична теория на политическа еволюция. Анациклозата твърди, че съществуват три „доброкачествени“ основни форми на управление: монархия, аристокрация и демокрация, както и три „злокачествени“ форми на управление: тирания, олигархия и охлокрация. Анациклозата твърди, че „доброкачествените“ форми са присъщо слаби и нестабилни, бидейки склонни към бързо израждане в трите „злокачествени“ форми на управление.
Според доктрината на „доброкачествените“ управления са присърце интересите на всички, докато на „злокачествените“ управления са присърце интересите на малцина избрани.
Противоречието, произтичащо от преходността на „доброкачествените“ форми в „злокачествени“ форми на управление, е занимавало философите от древността (Платон, Аристотел, Цицерон). За основоположник на доктрината се смята Полибий, който подрежда формите за управление в следната циклична последователност: монархия – тирания – аристокрация – олигархия – демокрация – охлокрация.
Макиавели в „Беседи върху първите десет глави на Тит Ливий“ дава следното решение за стабилност на управлението: то трябва да съдържа не последователно, а едновременно и трите „доброкачествени“ форми, което дава възможност да се избегнат „злокачествените“ форми. Повечето съвременни държави са устроени на този принцип: те съдържат едновременно елементи на монархия (крал, президент) и двукамерен парламент, в който са представени „аристокрацията“ (Камара на лордовете, Сенат, губернатори) и „демокрацията“ (народни представители).